# Parathylactus
Parathylactus är ett släkte av skalbaggar. Parathylactus ingår i familjen långhorningar.
Kladogram enligt Catalogue of Life:
| Parathylactus | \| \| Parathylactus dorsalis \| \| \| \| \| \| Parathylactus sumatranus \| \| \| \| |
|               | \| \| Parathylactus dorsalis \| \| \| \| \| \| Parathylactus sumatranus \| \| \| \| |
|               | Parathylactus dorsalis                                                              |
|               |                                                                                     |
|               | Parathylactus sumatranus                                                            |
|               |                                                                                     |